# Pogo (indyjski kanał telewizyjny)
Pogo – indyjski kanał telewizyjny adresowany do dzieci. Nadaje treści w językach hindi i tamilskim. Został uruchomiony w 2004 roku.